# Richard Verderber
Richard Verderber (Kočevje, Ducat de Carniola, Imperi Austrohongarès, 23 de gener de 1884 - Viena, 8 de setembre de 1955) va ser un tirador austríac que va competir a començaments del segle xx.
El 1912 va prendre part en els Jocs Olímpics d'Estocolm, on va disputar dues proves del programa d'esgrima. En la prova de sabre per equips guanyà la plata i en la de floret individual el bronze.
Va lluitar en la Primera Guerra Mundial, on va rebre diferents condecoracions.
Durant diversos anys dirigí la Federació Austríaca d'Esgrima.